# Karel Kühnl
Karel Kühnl (ur. 12 września 1954 w Pradze) – czeski polityk, prawnik i dyplomata, parlamentarzysta i minister, ambasador Czech, w latach 1999–2001 przewodniczący Unii Wolności.

## Życiorys
W latach 1973–1978 studiował prawo na Uniwersytecie Karola w Pradze. W 1978 zatrzymany z powodów politycznych przez funkcjonariuszy StB i więziony przez dwa miesiące, uniemożliwiono mu również ukończenie studiów. Do 1980 był zatrudniony na stanowiskach archeologicznych, wyemigrował następnie do Austrii, gdzie pracował w różnych zawodach, a także studiował ekonomię na Uniwersytecie Wiedeńskim. Od 1983 był komentatorem w Radiu Wolna Europa. W 1987 wyjechał do Niemiec, gdzie pracował w RWE w Monachium jako redaktor.
W okresie przemian politycznych w 1990 powrócił do Czech, kończąc przerwane studia prawnicze. W latach 1991–1993 pracował na macierzystym wydziale, od 1992 był członkiem i przez pewien czas przewodniczącym rady publicznego nadawcy telewizyjnego Česká televize. W 1993 podjął pracę w czeskiej dyplomacji, został wówczas ambasadorem Czech w Wielkiej Brytanii (do 1997) i Irlandii (do 1995).
Po powrocie do kraju związał się z Obywatelskim Sojuszem Demokratycznym. Od czerwca 1997 do lipca 1998 sprawował urząd ministra przemysłu i handlu w rządach Václava Klausa i Josefa Tošovskiego. W 1998 przeszedł do Unii Wolności, od 1999 do 2001 był przewodniczącym tego ugrupowania.
W 1998 i 2002 był wybierany na deputowanego do Izby Poselskiej. Od sierpnia 2004 do sierpnia 2006 wchodził w skład gabinetów Stanislava Grossa i Jiříego Paroubka jako minister obrony. Powrócił następnie do pracy w MSZ, w latach 2007–2012 był ambasadorem Czech w Chorwacji, później m.in. doradcą ministra. W 2015 powołany na stanowisko konsula generalnego w Petersburgu, funkcję tę pełnił do 2019.